# Aylacophora
Aylacophora é um género botânico pertencente à família Asteraceae.